# Стадион Ћемаљ Стафа
Стадион Ћемаљ Стафа (алб. Stadiumi Qemal Stafa) назван по Ћемаљу Стафи (1920—1942), хероју Другог светског рата, био је национални стадион и највећи фудбалски стадион у Тирани, Албанија. Изградња је почела 1939. године, а стадион је свечано отворен 1946. године за Балкански куп, који је освојила фудбалска репрезентација Албаније. Стадион је коришћен за фудбалске утакмице албанске Суперлиге и репрезентације, атлетске догађаје и шест албанских Спартакијада. Иако је 1974. године проширен да прими до 35.000 гледалаца, деведесетих је постао стадион ексклузивно само са седиштима, а капацитет му је смањен на 19.700.
Стадион је срушен у јуну 2016. године како би се направио простор за нови национални стадион под називом Арена Комбетаре, изграђен је на истом месту и отворен у новембру 2019. године. Фудбалски савез Албаније и албанска влада деле имовинска права на стадиону; фудбалски савез има 75% права, а влада 25%. Национална арена, са капацитетом од преко 22.500 гледалаца, изграђена је по цени од 60 милиона евра. Нови стадион је само за фудбал, уклоњена је атлетска стаза. Испуњава највишу категорију УЕФА.